# 1805 Dirikis
1805 Dirikis este un asteroid din centura principală, descoperit pe 1 aprilie 1970, de Liudmila Cernîh.